# 윤식당
《윤식당》은 tvN에서 방영되었던 텔레비전 프로그램이다. 해외에서 작은 한식당을 열고 가게를 경영하는 모습을 담았다. 시즌3의 경우 코로나19의 확산으로 인해 '윤식당'이 아닌 '윤스테이'라는 이름으로 국내에서 운영된 바 있으며, 2021년 1월 8일부터 2021년 4월 2일까지 해당 제목으로 방송되었다.

## 방송 시간
| 방송 채널 | 방송 시즌    | 방송 기간                         |
| --------- | ------------ | --------------------------------- |
| tvN       | 1 (윤식당1)  | 2017년 3월 24일 ~ 2017년 5월 19일 |
| tvN       | 2 (윤식당2)  | 2018년 1월 5일 ~ 2018년 3월 23일  |
| tvN       | 3 (윤스테이) | 2021년 1월 8일 ~ 2021년 4월 2일   |
| tvN       | 4 (서진이네) | 2023년 2월 24일 ~                 |

## 출연자
- 윤여정 : 사장 겸 회장(시즌1,시즌2) / 대표 (시즌3)
- 이서진 : 상무 겸 전무(시즌1,시즌2) / 부사장 (시즌3)
- 정유미 : 보조 겸 과장(시즌1,시즌2) / 실장 (시즌3)
- 박서준 : 아르바이트생(시즌2) / 과장 (시즌3)
- 신구 : 아르바이트생 (시즌1)
- 최우식 : 아르바이트생 (시즌3)

## 시청률

### 2017년 (시즌1)
| 회차       | 방송일   | TNmS 시청률    | AGB 시청률     |
| 회차       | 방송일   | 대한민국(전국) | 대한민국(전국) |
| ---------- | -------- | -------------- | -------------- |
| 1          | 3월 24일 | 7.2%           | 6.2%           |
| 2          | 3월 31일 | 9.0%           | 9.6%           |
| 3          | 4월 7일  | 12.3%          | 11.3%          |
| 4          | 4월 14일 | 11.9%          | 11.2%          |
| 5          | 4월 21일 | 12.0%          | 13.3%          |
| 6          | 4월 28일 | 13.5%          | 14.1%          |
| 7          | 5월 5일  | 12.5%          | 13.8%          |
| 8          | 5월 12일 | 13.0%          | 11.6%          |
| 9 (감독판) | 5월 19일 | 7.8%           | 9.0%           |

### 2018년 (시즌2)
| 회차        | 방송일   | TNmS 시청률    | AGB 시청률     |
| 회차        | 방송일   | 대한민국(전국) | 대한민국(전국) |
| ----------- | -------- | -------------- | -------------- |
| 1           | 1월 5일  | 13.7%          | 14.1%          |
| 2           | 1월 12일 | 14.9%          | 14.8%          |
| 3           | 1월 19일 | 15.2%          | 14.4%          |
| 4           | 1월 26일 | 15.1%          | 15.2%          |
| 5           | 2월 2일  | 14.7%          | 16.0%          |
| 6           | 2월 9일  | 12.4%          | 13.1%          |
| 7           | 2월 23일 | 7.4%           | 8.5%           |
| 8           | 3월 2일  | 12.3%          | 13.6%          |
| 9           | 3월 9일  | 11.7%          | 12.8%          |
| 10          | 3월 16일 | 12.4%          | 13.4%          |
| 11 (감독판) | 3월 23일 | 9.9%           | 10.7%          |

## 결방
- 2018년 2월 16일 : 설 연휴로 재방송 및 특집 영화 편성으로 결방

## 주요 요리

### 시즌1
윤식당의 주 메뉴는 불고기로 불고기라이스, 불고기누들, 불고기버거 등 3개 메뉴가 있다. 촬영에 앞서 이원일 셰프와 홍석천을 만나 자문을 구하고, 메뉴 개발과 식당 운영 등 구체적으로 윤식당 운영을 위한 노하우를 전수 받았다.
4회부터는 신메뉴 튀김만두와 만두라면, 에그라면, 만두에그라면 등의 라면류가 추가되었고, 5회 방송부터는 치킨을 추가했고, 6회부터는 파전을 추가했다.

### 시즌2
윤식당 시즌2의 주 메뉴는 비빔밥으로 불고기 비빔밥, 제육 비빔밥 등 2개 메뉴가 있다. 이번 시즌에도 촬영에 앞서 이원일 셰프와 홍석천을 만나 자문을 구하고, 메뉴 개발과 식당 운영 등 구체적으로 윤식당 운영을 위한 노하우를 전수 받았다. 다른 메뉴로는 김치전이 있다. 2회부터는 잡채를 추가하였으며, 3회부터는 제육 비빔밥을 빼고 닭강정을 추가하였고, 4회부터는 갈비를 추가하였으며, 6회부터는 김치 볶음밥을 추가하였다.

### 시즌3
가을메뉴로는 주 메뉴 닭강정, 궁중떡볶이, 떡갈비, 고추장 불고기이다. 사이드는 부각이다. 가을영업이 끝나고 겨울영업을 시작했는데 주 메뉴는 찜닭, 수육, 산적이고, 사이드는 메밀 전병이다.

## 촬영 장소
- 시즌1 : 인도네시아 발리 인근의 롬복에 딸린 작은 섬인 길리 트라왕안에서 촬영했다.[5]
- 시즌2 : 스페인 카나리아 제도 테네리페 가라치코
- 시즌3 : 대한민국 전라남도 구례군